# Ualabi de Brun
El ualabi de Brun (Thylogale brunii) és una espècie de marsupial de la família dels macropòdids. Viu a Indonèsia i Papua Nova Guinea. El seu hàbitat natural són els boscos secs tropicals o subtropicals, sabanes seques, matollars secs tropicals o subtropicals i herbassars secs de plana tropicals o subtropicals. Està amenaçat per la pèrdua d'hàbitat.
Aquest animal fou anomenat en honor de Cornelis de Bruijn, el pintor neerlandès que fou el primer a descriure aquest marsupial (1711).